# Mary Harron
Mary Harron (Bracebridge, 12 gennaio 1953) è una regista e sceneggiatrice canadese.
È nota soprattutto per aver diretto American Psycho, trasposizione dell'omonimo best seller di Bret Easton Ellis.

## Biografia
Nata in Canada, proviene da una famiglia che lavora da sempre nel mondo dello spettacolo. Il padre è il celebre attore Donald Harron, la sua matrigna era l'attrice Virginia Leith, apparsa nei primi film di Stanley Kubrick, mentre il patrigno è lo scrittore Stephen Vizinczey. Giovanissima si trasferisce in Inghilterra dove studia alla Oxford University, presso il St Anne's College. In quel periodo si frequenta con un giovane Tony Blair, che in seguito sarebbe diventato Primo Ministro del Regno Unito. Dopo la laurea si trasferisce a New York, dove vive parte della scena punk degli anni settanta. Inizia a collaborare e scrivere per una rivista musicale. Tra i suoi primi lavori, un'intervista ai Sex Pistols.
Nel 1996 debutta alla regia con Ho sparato a Andy Warhol, film sulla vera storia di Valerie Solanas, femminista radicale che sparò al celebre artista statunitense. Il film, che ha per protagonista Lili Taylor, riceve vari riconoscimenti. Il suo secondo film è American Psycho del 2000, tratto dall'omonimo romanzo di Bret Easton Ellis. Il film, come il romanzo, suscita le controversie di molte femministe americane per la misoginia del protagonista. Nel 2005 dirige il film biografico La scandalosa vita di Bettie Page, che racconta la storia della pin-up e modella bondage, nota negli anni cinquanta. Lavora anche per la televisione, ha diretto episodi di note serie tv come Six Feet Under, The L Word, Big Love, Fear Itself e Six Degrees - Sei gradi di separazione.

### Vita privata
Vive a New York assieme al marito, il regista John C. Walsh, e le figlie Ella e Anna.

## Filmografia

### Regista
- Ho sparato a Andy Warhol (I Shot Andy Warhol) (1996)
- American Psycho (2000)
- La scandalosa vita di Bettie Page (The Notorious Bettie Page) (2005)
- The Moth Diaries (2011)
- L'altra Grace (Alias Grace) – miniserie TV (2017)
- Charlie Says (2018)
- Dalíland (2022)

### Sceneggiatrice
- Ho sparato a Andy Warhol (I Shot Andy Warhol) (1996)
- American Psycho (2000)
- La scandalosa vita di Bettie Page (The Notorious Bettie Page) (2005)